# Tibetisch-buddhistische Wandmalereien

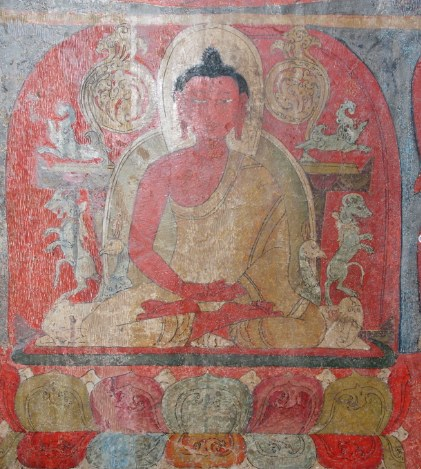
Wandmalerei in einem buddhistischen Tempel in Ladakh/Indien

Tibetisch-buddhistische Wandmalereien sind in Tibet, Ladakh, Nepal und Himachal Pradesh verbreitete, für tibetisch-buddhistische Tempel und andere religiöse Orte charakteristische Wandmalereien. Sie lassen sich seit dem 11. Jahrhundert in Nachfolge kaschmirischer Wandmalereien nachweisen.

## Geschichte
Erste Kontakte mit dem Buddhismus hatte Tibet im 7. Jahrhundert, nach einer Unterbrechung dann erneut ab dem 10. Jahrhundert. Um den tibetischen Buddhismus zu bereichern, entsandte der König Yeshe Ö den jungen Mönch Rinchen Sangpo, der nicht nur mit einer umfangreichen Schriftensammlung zurückkehrte, sondern auch mit 32 kaschmirischen Künstlern.
Seit dem 11. Jahrhundert lässt sich in tibetischen wie ladakhischen Wandmalereien in Klöstern der Einfluss des kaschmirischen Stils nachweisen. Mit der Islamisierung Kaschmirs ging diese Kunst dort verloren, Wandmalereien dieser Epoche aus Ladakh, Nepal und Himachal Pradesh aber stehen deutlich in seiner Tradition. Ab dem 12. Jahrhundert war Tibet selbst zum Zentrum des heute oft als Lamaismus bezeichneten Buddhismus und seiner Kultur geworden.

## Inhalte
Motive der Wandmalereien sind historische Figuren wie die buddhistischen Gründerfiguren Padmasambhava und Tsongkapa, aber auch Götter und Göttinnen des esoterischen Pantheons, Mystiker, Abbildungen von Lamas, Szenen aus dem Leben dem historischen Buddha und seiner früheren Leben. Von großer Bedeutung sind Mandalas, die als Meditationshilfe dienen. Zum Ende des 12. Jahrhunderts veränderte sich die Ikonographie und es treten „zornvolle Gottheiten“ und Yab-Yum-Figuren auf.

## Technik

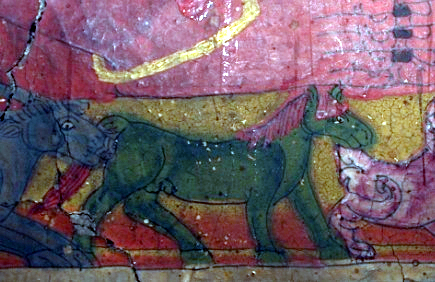
Detail einer Wandmalerei, Ladakh

Die Wandmalereien entstehen nach Art der Seccomalerei, also auf trockener Oberfläche. Der Untergrund ist ein meist mehrschichtiger Lehmputz, dessen oberste Schicht so glatt wie möglich ausgeführt wird. Dieser wird noch durch eine weiter glättende, üblicherweise weiße Grundierung abgeschlossen. Als Material für die Grundierung wird meist Kaolin, Kreide oder Gips verwendet, aber auch andere weiße, beständige Mineralien kommen in Frage.
Für eine erste Gliederung des Werkes werden dann Vorstudien ausgeführt. Dies schloss üblicherweise die geometrische Strukturierung ein, zur Ausrichtung von Mandalas wurden Kompasse eingesetzt. Figuren wurden grob skizziert und danach ihre Konturen, üblicherweise mit schwarzer Farbe, präzisiert. Sich wiederholende Gestaltungen werden gelegentlich durch den Einsatz von Schablonen erstellt.
Traditionellerweise wurden zur Beschleunigung und Vereinfachung des Kolorierens der verschiedenen Ornamente und Figuren Farbcodes eingesetzt. Zu diesem Zweck erhielt jeder Abschnitt eine Nummer von 1 bis 9 oder ein Kürzel für den Farbnamen. Die eigentliche Malerei erfolgte entweder mittels Auftrag einer halbflüssigen Paste oder durch einen Stempel, der aus einer zuvor gefertigten Matrize hergestellt und dann auf die vorbereitete Wand aufgebracht wurde.
In Abhängigkeit von der endgültig sichtbaren Farbe eines Gemäldes, wurden spezielle Farben für die Untermalung eingesetzt. So bekamen Ockertöne zum Beispiel eine Untermalung in hellem Gelb. Ähnlich wie in tibetischen Gemälden, wurde die Malerei mit Schattierungstechniken versehen, entweder al secco oder al fresco. Die Schattierung konnte durch Glasuren oder mittels eines al secco-Verfahrens wie einer Schattierung durch winzige Farbpunkte, die auf die Oberfläche der Malerei aufgetragen wurden.
Manche Wandgemälde wurden ausgeschmückt mit Ornamenten in Pastiglia, einer Art Relieftechnik. Details wurden mit kleinen Pinseln unter Verwendung einer Vielzahl von Farben erreicht: Schwarz, Weiß, Ocker oder Rot. Feine Ornamente wurden mit Gold ausgeführt und entweder durch Blattgoldauflage oder durch Vermengung eines Pulvers mit einem Bindemittel aufgebracht.

## Nachweise
1. 1 2 3  
Alexandra Skedzuhn: Tibetisch-buddhistische Wandmalereien auf Lehmputz: Grundlagen und Überlegungen zur Maltechnik. Bachelorarbeit, 2010, Abstract
2. ↑  O.P. Agrawal (Hrsg.): Wall Paintings – Asian Perspective. In: Wall Paintings of India – A Historical Perspective. Lucknow, S. 1, 1989
3. 1 2 3  
S. Bogin: A Technical Study of the Early Buddhist Wall Paintings at Nako, Himachal Pradesh, India. In: Kunsttechnologie und Konservierung, 19/2, S. 207–220, 2005
4. 1 2 3  
 D.P. Jackson, J.A. Jackson: Tibetan Thangka Painting. Methods and Materials. Hong Kong 2006, S. 93–111
5. ↑  E. Lo Bue: Tibetische Malerei. In: Tibet. Klöster öffnen ihre Schatzkammern. Ausstellungskatalog, Museum für Asiatische Kunst, Staatliche Museen zu Berlin, Kulturstiftung Ruhr, Essen, S. 91, 2006
6. ↑  K.L. Dasser: Some Observations on the Technology of the Wall Paintings in the Sumtsek. In: Alchi. Ladakh’s Hidden Buddhist Sanctuary. The Sumtsek. London, S. 273–276, 1996
7. ↑  
R. Mazzeo et al.: Charakterisierung der Wandmalerei Farbstoffe aus dem Thubchen Lakhang Tempel in Lo Manthang, Nepal. In: Journal of Raman Spectroscopy 35, S. 678–685, 2004